# Verjneuralsk
Verjneuralsk (en ruso: Верхнеура́льск) es una ciudad del óblast de Cheliábinsk, Rusia, ubicada a la orilla del curso alto del río Ural, 130 km al suroeste de Cheliábinsk, la capital del óblast.

## Historia
Se fundó en 1734 con el nombre de Verjneyáitskaya (Верхнея́ицкая) y obtuvo el estatus o categoría de ciudad en 1781.